# Szur (województwo lubelskie)
Szur – wieś w Polsce, położona w województwie lubelskim, w powiecie zamojskim, w gminie Krasnobród.
W latach 1975–1998 miejscowość administracyjnie należała do województwa zamojskiego.
Wieś jest sołectwem w gminie Krasnobród. Według Narodowego Spisu Powszechnego z roku 2011 wieś liczyła 29 mieszkańców.
Wierni Kościoła rzymskokatolickiego należą do parafii Nawiedzenia Najświętszej Maryi Panny w Krasnobrodzie.

## Części wsi
| SIMC    | Nazwa    | Rodzaj    |
| ------- | -------- | --------- |
| 0891602 | Figarnia | część wsi |

## Historia
Słownik geograficzny Królestwa Polskiego z roku 1892 o wsi pisał: „Szur wieś nad rzeką Wieprzem w powiecie tomaszowskim, gminie Tarnawatka, parafii Krasnobród, śród lasu na piaskach, ma 8 domów 60 mieszkańców wyznania rzymskokatolickiego, 115 mórg. Ludność rolnicza, trudni się też obróbką drzewa i wywózką. Jest tu przejazd (bród?) przez Wieprz, wązkim korytem płynący”